# Савона (Њујорк)
Савона (енгл. Savona) град је у америчкој савезној држави Њујорк.

## Демографија
По попису из 2010. године број становника је 827, што је 5 (0,6%) становника више него 2000. године.
| Група             | 2000.       | 2010.       |
| Белци             | 809 (98,4%) | 803 (97,1%) |
| Афроамериканци    | 0 (0,0%)    | 7 (0,8%)    |
| Азијати           | 1 (0,1%)    | 2 (0,2%)    |
| Хиспаноамериканци | 5 (0,6%)    | 6 (0,7%)    |
| Укупно            | 822         | 827         |